# Religion au Moyen-Orient

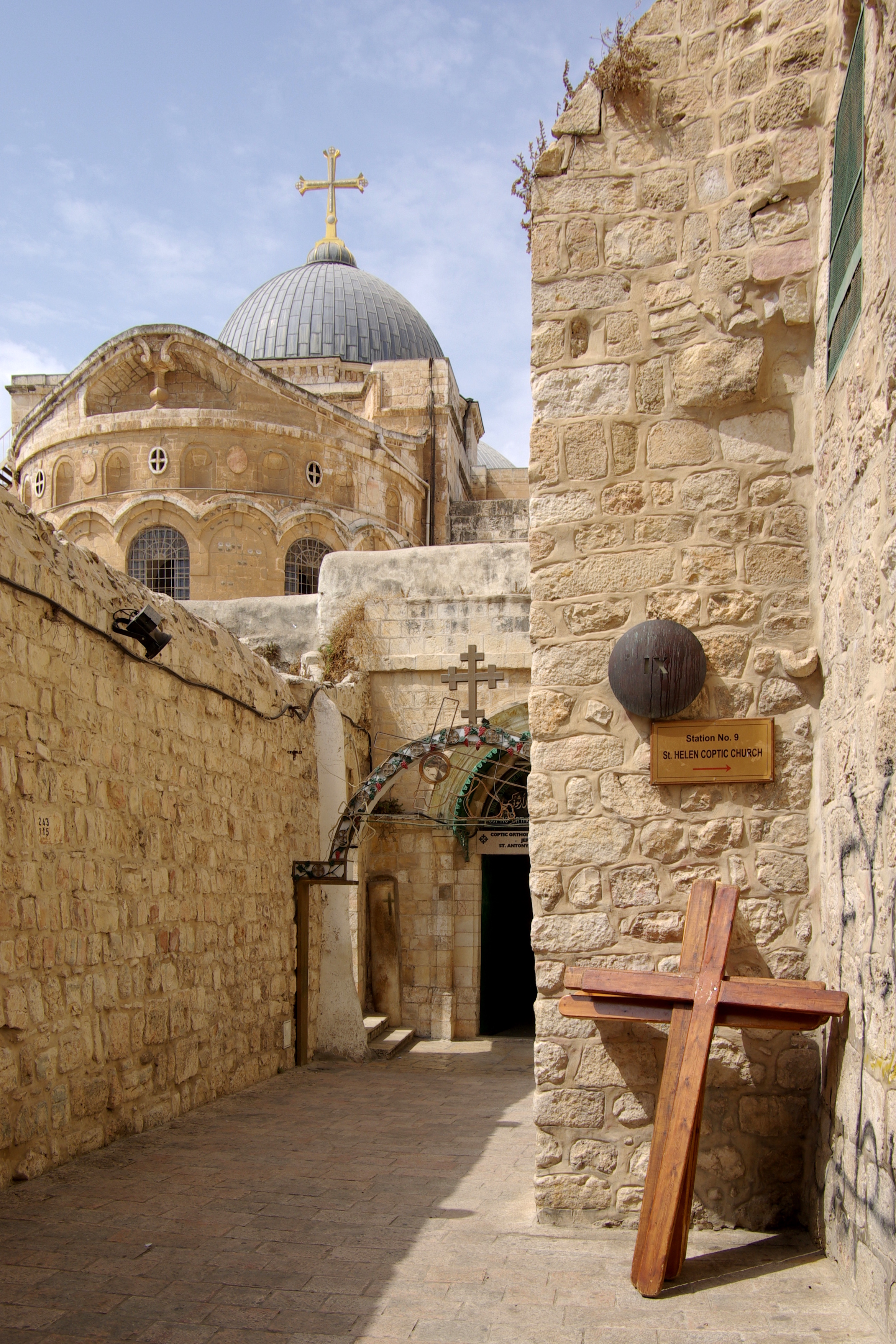
Neuvième station de la Via Dolorosa à Jérusalem.

Les religions au Moyen-Orient sont historiquement diverses : au-delà des  trois grandes religions monothéistes et de leurs confessions respectives issues de la tradition abrahamique, de nombreuses autres religions se sont développées depuis l’Antiquité dont certaines sont encore pratiquées au XXIe siècle. Le Moyen-Orient constitue le berceau de religions pratiquées par plus de 4 milliards de personnes sur la planète, il est donc très important d'un point de vue historique et culturel et son rôle de carrefour des civilisations entre Asie, Afrique et Europe attire chaque année de nombreux fidèles en pèlerinage. L'islam est la religion majoritaire de tous les pays du Moyen-Orient.

## Histoire des religions

### Théologie
Les origines du judaïsme, ou de la religion abrahamique ancestrale, restent obscures. La seule source considérée par toutes les religions abrahamiques comme canonique à traiter de la question est le Livre de la Genèse, premier livre de la Bible hébraïque, daté selon l'historiographie juive traditionnelle du IIe millénaire av. J.-C. (les académiciens, tenants de la critique radicale et s'appuyant sur les données de l'archéologie, penchent quant à eux généralement pour le VIIe siècle av. J.-C. au plus tôt). 
Selon la tradition juive, Abraham, fils d'un marchand d'idoles, remet en cause le système de croyance de son époque dès l'âge de trois ans et finit par redécouvrir le monothéisme de lui-même à l'âge de quarante ans. Les principes de l'hébraïsme sont révélés progressivement à ses descendants, Ismaël, Isaac et Jacob (également appelé Israël) ; cependant, les rituels et le culte ne sont codifiés que lors de la Révélation sur le Mont Sinaï, où Moïse et le peuple reçoivent le Décalogue. L'hébraïsme se constitue en judaïsme au retour de la captivité de Babylone, imprimant à ce rite le message éthique des prophètes de Dieu, ayant prêché entre la mort de Moïse et le retour des exilés judéens en Judée.
Les archéologues n'ont jusqu'ici trouvé aucune preuve directe permettant de confirmer ou infirmer cette version des faits. Les quelques inscriptions comme les stèles de Tel Dan et de Mesha, permettant, selon certains experts, de confirmer une partie des récits bibliques qui font référence à la période de la royauté, bien postérieure à l'époque des patriarches. Il ne subsiste aucun texte complet de la Bible hébraïque qui serait plus ancien que les manuscrits de la mer Morte (IIe siècle av. J.-C., au plus tôt).
Néanmoins, l'archéologie a démontré que des peuples parlant divers langages sémitiques et pratiquant des religions polythéistes similaires vivaient au pays de Canaan et dans les environs, dès le IIIe millénaire av. J.-C.. Certains de leurs dieux, dont Baal et Chemosh, sont mentionnés dans la Bible.
La théologie juive est basée sur la Bible hébraïque, où la « nature » et les commandements de l'Être suprême sont révélés au travers des écrits de Moïse (la Torah, connue dans le christianisme comme le « Pentateuque » et comme la Tawrat par l'islam), ceux des prophètes, des psalmistes et d'autres écrits canonisés avec la Torah, formant le corpus du Tanakh (l'Ancien Testament pour les chrétiens).
Le judaïsme rabbinique se fonde également sur sa Loi orale, consignée dans la Mishna et les Talmuds ; le judaïsme karaïte n'accorde de créance qu'au seul Tanakh.
Ce Dieu est désigné dans la Bible hébraïque de différentes façons, les deux plus fréquentes étant un Tétragramme ineffable formé des lettres Y-H-W-H et souvent rendu par Adonaï pour les usages rituels, HaShem pour les usages profanes; et Élohim. Les Juifs francophones l'appellent aussi tout simplement "Dieu", traduction d'Elohim.
Certains remplacent le H (hè) par un K (ké), Elohim devenant Elokim, et écrivent « D'ieu », « D.ieu », « D », etc. en égard au Nom divin. De nombreux rabbins et décisionnaires, en majorité sépharades déconseillent ces pratiques.
Les chrétiens croient au Dieu du peuple juif tel qu'il est décrit dans le Tanakh. Mais, selon le christianisme, Dieu a engendré un Fils unique, Jésus-Christ, « Dieu né de Dieu ». La Trinité est formée de trois « hypostases » en grec ancien. Dieu « a pris chair de la Vierge Marie », de par le Saint-Esprit, « et s'est fait homme ». 
Cette théologie a été développée par les premiers Pères de l'Église, puis codifiée lors des conciles œcuméniques, notamment ceux de Nicée et de Chalcédoine. 
Plusieurs Églises chrétiennes minoritaires ne reconnaissent pas le concile de Chalcédoine et se définissent comme « non chalcédoniennes », ou orthodoxes orientales. D'autres rejettent l'unitarisme.
Les musulmans croient que le Dieu des chrétiens, des juifs et des musulmans est le même : nommé Allah. Jésus est vu comme un grand prophète, mais pas le fils de Dieu. Il n'aurait pas été crucifié, ni tué et serait monté au ciel dans le but de revenir sur la Terre afin de détruire l'Antéchrist le dernier jour. Tous les prophètes descendants d'Abraham, du judaïsme et du christianisme sont aussi considérés comme des prophètes dans l'islam. Mahomet serait un descendant direct d'Abraham et le dernier prophète, cependant il descend d'Ismaël, fils d'Abraham et de Hagar. Les prophètes descendant d'Ismaël ou d'Isaac sont tous considérés comme frères.
La Torah et les Évangiles sont vus comme des livres sacrés, mais erronés et modifiés artificiellement (du fait d'erreurs de transmission dus au temps entre l'écriture et la réception de ces paroles, d'une part, et d'autre part de façon intentionnelle ou non par des savants juifs et chrétiens). Les musulmans révèrent le Coran jugé parole divine finale et parfaite, transmise par le dernier prophète, Mahomet. Contrairement aux autres livres, le Coran aurait été écrit à la mort de Mahomet sans modification humaine selon certaines sources, ou même de son vivant selon d'autres, notamment les sources du hadith comme le recueil d'Elboukhari,. L'islam est donc perçu par les musulmans comme la continuité du judaïsme et du christianisme, avec l'ultime correction.

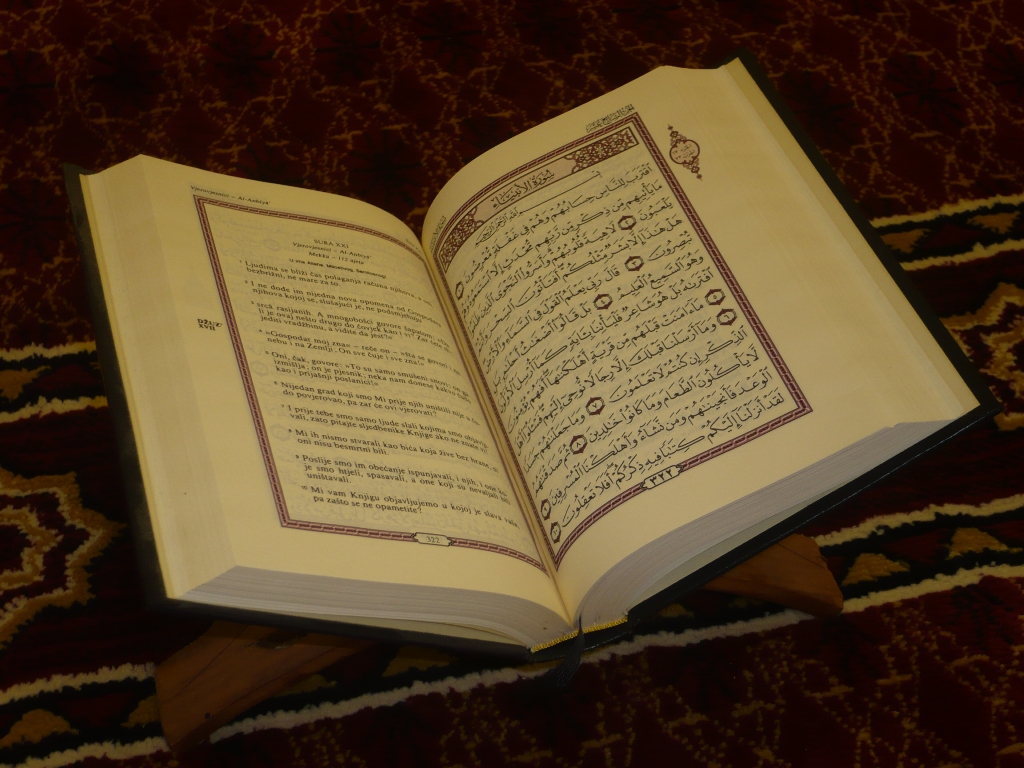
Coran
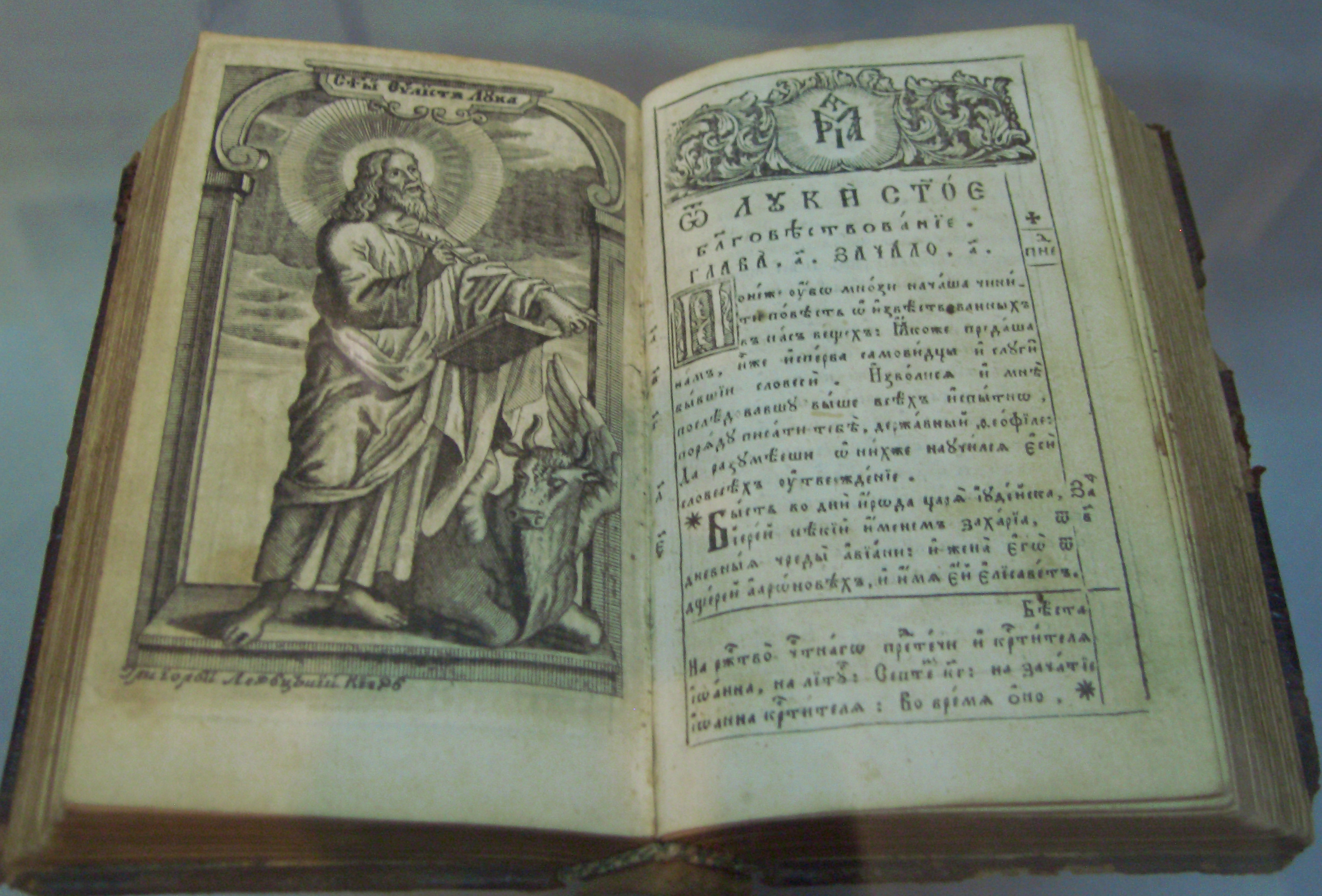
Bible
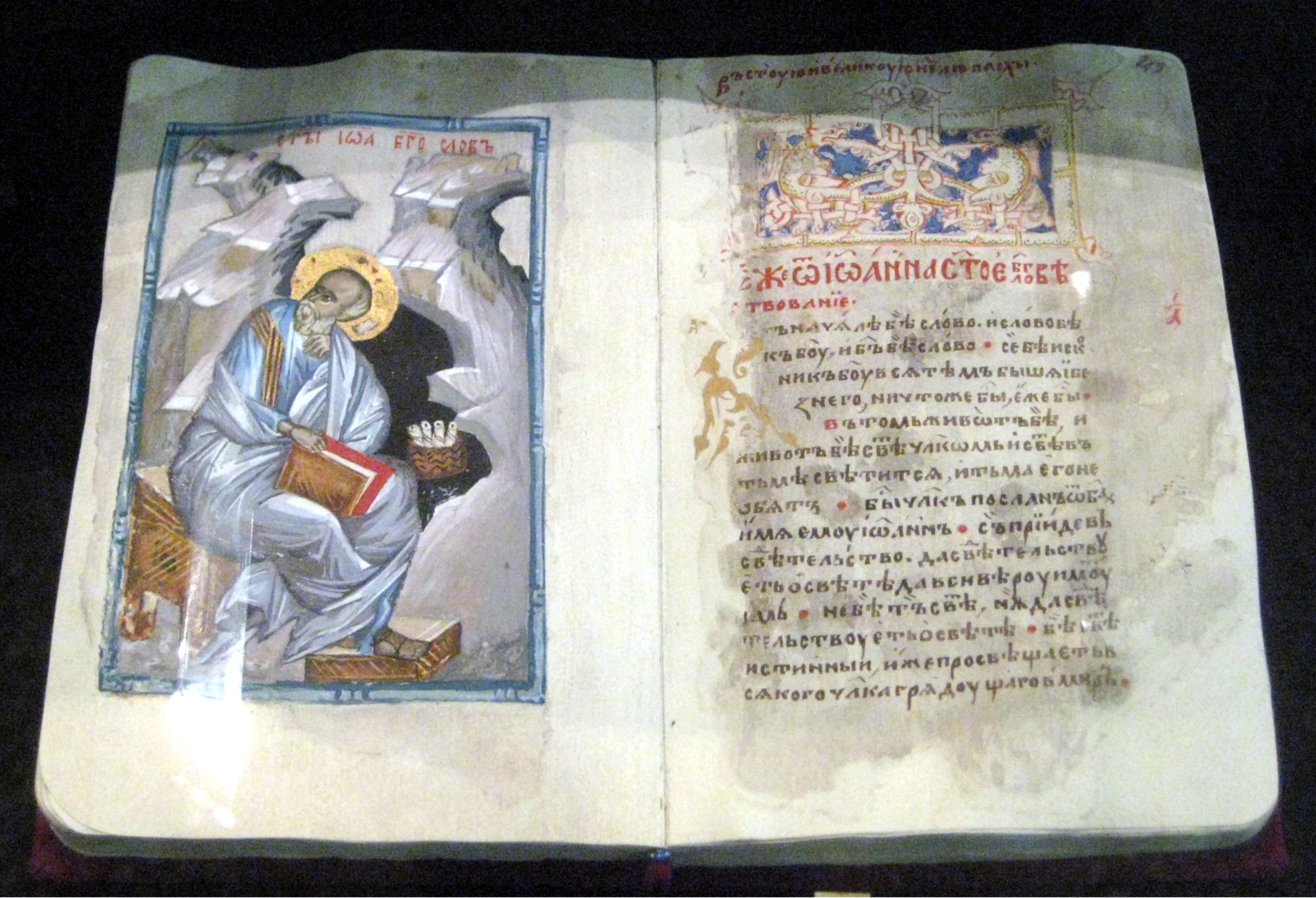
Évangile
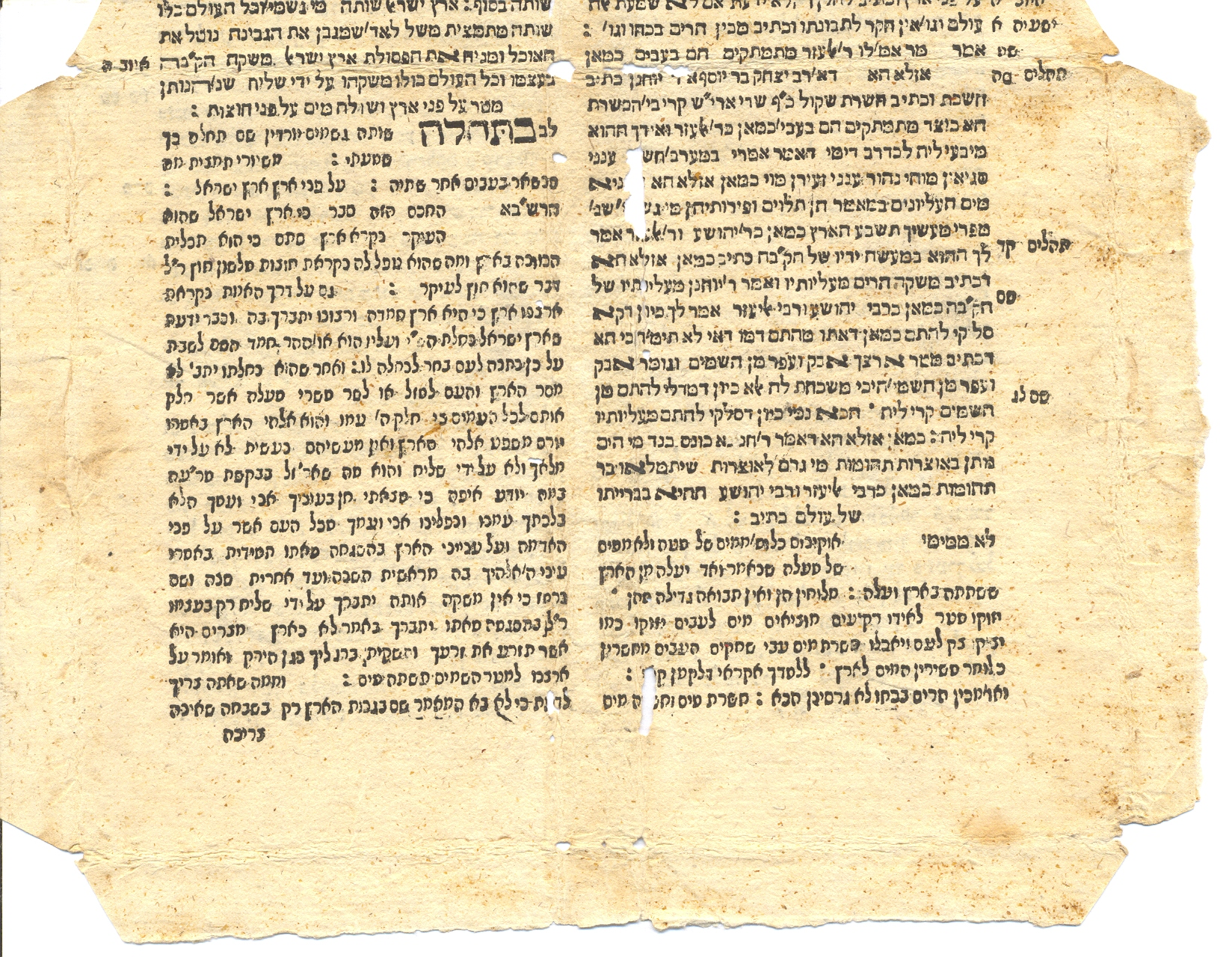
Talmud
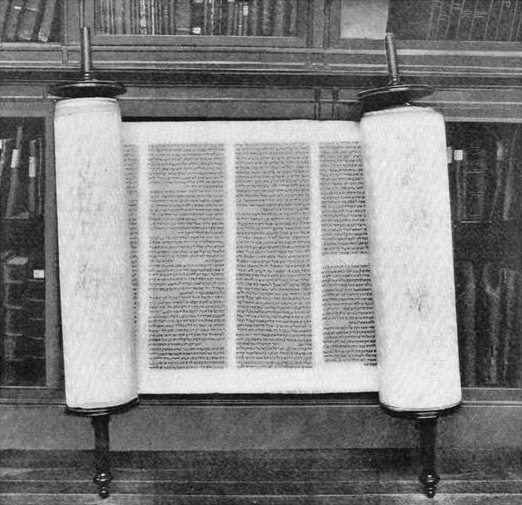
Torah

### Expansion religieuse

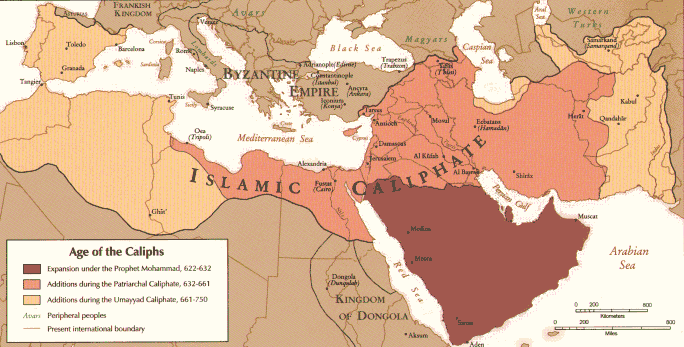
L'expansion musulmane au Moyen Âge.

Dans la tradition judaïque, le peuple hébreu est libéré de l'esclavage qu'il subit en Égypte par Moïse et s'installe en Canaan ; le récit en est fait dans l'Exode, et pourrait situer l'histoire au XVe siècle av. J.-C. Les Juifs fondent deux royaumes, celui d'Israël et celui de Juda ; leur religion s'étend sur les rivages de la Méditerranée et vers Babylone et se mêle parfois avec d'autres cultes locaux. Les deux royaumes sont défaits et le peuple juif vit éparpillé bénéficiant selon la civilisation dominante d'une liberté de culte. Avec l'avènement de l'Empire romain, le christianisme peut se développer au sein même de l'Empire par le biais des évangélistes jusqu'à devenir la religion d'État sous Constantin Ier ; ceci marque la fin des persécutions (édit de Milan) et le début de l'expansion de la religion catholique à toutes les régions contrôlées par Rome en Europe occidentale et ultérieurement par les royaumes chrétiens du Moyen Âge et de la Renaissance (Amériques, Océanie). Au VIe siècle, Mahomet révèle l'Islam aux peuples polythéistes d'Arabie ; à la suite des conquêtes militaires sur l'Empire byzantin, l'Islam s'étend en Afrique du Nord et en Perse vers l'Inde. Les empires moghol, séfévide et ottoman s'étendent en Europe, en Asie et en Afrique acculturant les civilisations sur leur passage ce qui conduira à une lutte millénaire avec les nations d'Europe (croisades, colonialisme, etc.) ainsi que les civilisations asiatiques et africaines non musulmanes.

## Religions et confessions

### Babisme

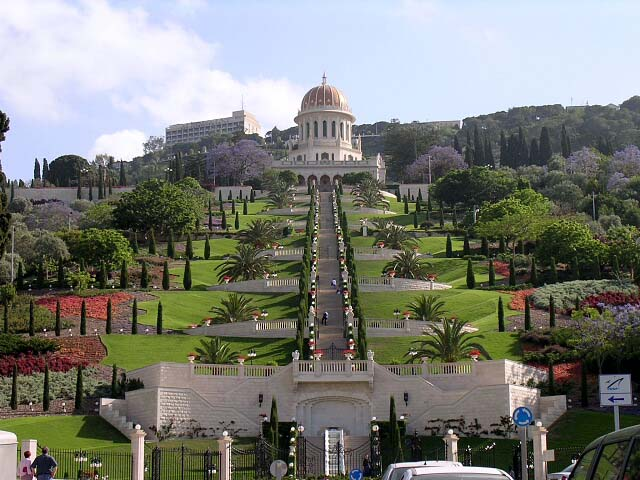
Mausolée du Báb sur le Mont Carmel (Haïfa, Israël)

Le babisme ou la foi babie (persan : arabe : بابی ها Bábí há) est un mouvement religieux réformateur et millénariste fondé en Iran le 23 mai 1844 (5  Jamádíyu’l-Avval 1260 ap.H.), par un jeune commerçant de la ville de Chiraz, nommé Siyyid ‘Alí Muḥammad Shírází (1819-1850) et surnommé le Báb.
Ce mouvement messianique fut la cause d’un grand bouleversement dans la société persane du  XIXe siècle. Le babisme se répandit rapidement à travers la Perse, touchant toutes les couches de la population, du plus humble paysan au plus éminent lettré. Le clergé chiite associé au gouvernement persan réagit par une persécution féroce en martyrisant des dizaines de milliers de Babis. Il ne reste plus actuellement que quelques dizaines de milliers de disciples du Báb, qui s'appellent eux-mêmes le Peuple du Bayán et sont nommés Bábí, Bayání ou Azalí. Situés principalement en Iran et en Ouzbékistan, il est impossible de donner de chiffre exact, car ils continuent de pratiquer la dissimulation (taqīya) et vivent sans se différencier des Musulmans qui les entourent.

### Bahaïsme
Le bahaïsme aussi connu sous le nom de religion bahá’íe (prononcer baˈhaːʔiː), béhaïsme ou de foi bahá'ie est une religion monothéiste dont le but est d'unir l'humanité dans sa diversité (cette perspective se retrouve déjà chez le poète saint Kabir né au XVe siècle en Inde).
Il a été fondé par le Persan Mirzâ Husayn 'Alî (1817-1892) en 1863. Ce nom est dérivé du surnom donné à son fondateur : Bahá'u'lláh (en arabe, « Gloire de Dieu » ou « splendeur de Dieu »). Les bahá'is sont les disciples de Baha'u'llah. Ils s'organisent autour de plus de 100 000 centres (répertoriés par le centre mondial de Haïfa) à travers le monde, et leurs écrits sont publiés en plus de 800 langues. En 2007, cette religion comptait environ 7 millions de membres appartenant à plus de 2100 groupes ethniques, répartis dans plus de 189 pays. Son centre spirituel (lieu de pèlerinage) et administratif est situé à Haïfa et Acre, en Israël.

### Christianisme
Le christianisme est une religion abrahamique fondée sur la vie et les enseignements de Jésus de Nazareth et qui se définit comme  monothéiste. Les premières de ces confessions sont apparues au sein du judaïsme après la crucifixion de Jésus de Nazareth par les autorités romaines de la province de Judée au Ier siècle. 
Les Actes des Apôtres indiquent que le nom de « chrétien », signifiant « appartenant au Christ » ou « partisan du Christ », fut attribué aux disciples de Jésus de Nazareth à Antioche au milieu du Ier siècle. La référence la plus ancienne connue pour le terme christianisme se trouve dans la lettre d'Ignace d'Antioche aux Magnésiens à la fin du Ier siècle. La Bible hébraïque est l'un des deux textes fondateurs du christianisme, qui la nomme Ancien Testament ou Premier Testament. Le Nouveau Testament, centré sur la personne de Jésus-Christ, est le second texte fondateur.

#### Catholicisme
Le catholicisme est une confession du christianisme représentée par l'Église catholique et ses institutions. Les dogmes et les préceptes du catholicisme se fondent sur l'Ancien et le Nouveau Testament. En tant que religion chrétienne, elle se fonde sur la vie et les enseignements de la vie de Jésus-Christ ou Jésus de Nazareth.
C'est donc une Église eucharistique qui croit en la présence de Jésus-Christ lors de la sainte communion. L'élaboration de cette Église repose sur l'enseignement des Pères de l'Église et sur les différents conciles œcuméniques tels que le concile de Trente (1545-1563) et le concile Vatican II (1962-1965). Pour les catholiques, tant l'écriture que la tradition doivent être enseignées et vénérées.

#### Protestantisme
Le protestantisme ou le christianisme protestant regroupe l'ensemble des courants religieux chrétiens nés de l'opposition aux orientations prises par le catholicisme durant le Moyen Âge (et qui ont été définitivement affirmés par Rome au concile de Trente.) Le terme protestant est utilisé pour la première fois en 1529, quand les seigneurs et les villes qui suivaient la doctrine de Martin Luther se sont déclarés contre les décisions prises par la diète impériale à Spire à majorité catholique. Les protestants français, d'abord appelés « luthériens » au début par leurs adversaires, seront ensuite nommés par dérision « huguenots », puis « religionnaires ». Il s'agit de l'abréviation de « ceux de la Religion prétendue réformée », appellation officielle du protestantisme dans les actes royaux.

#### Chrétiens d'Orient

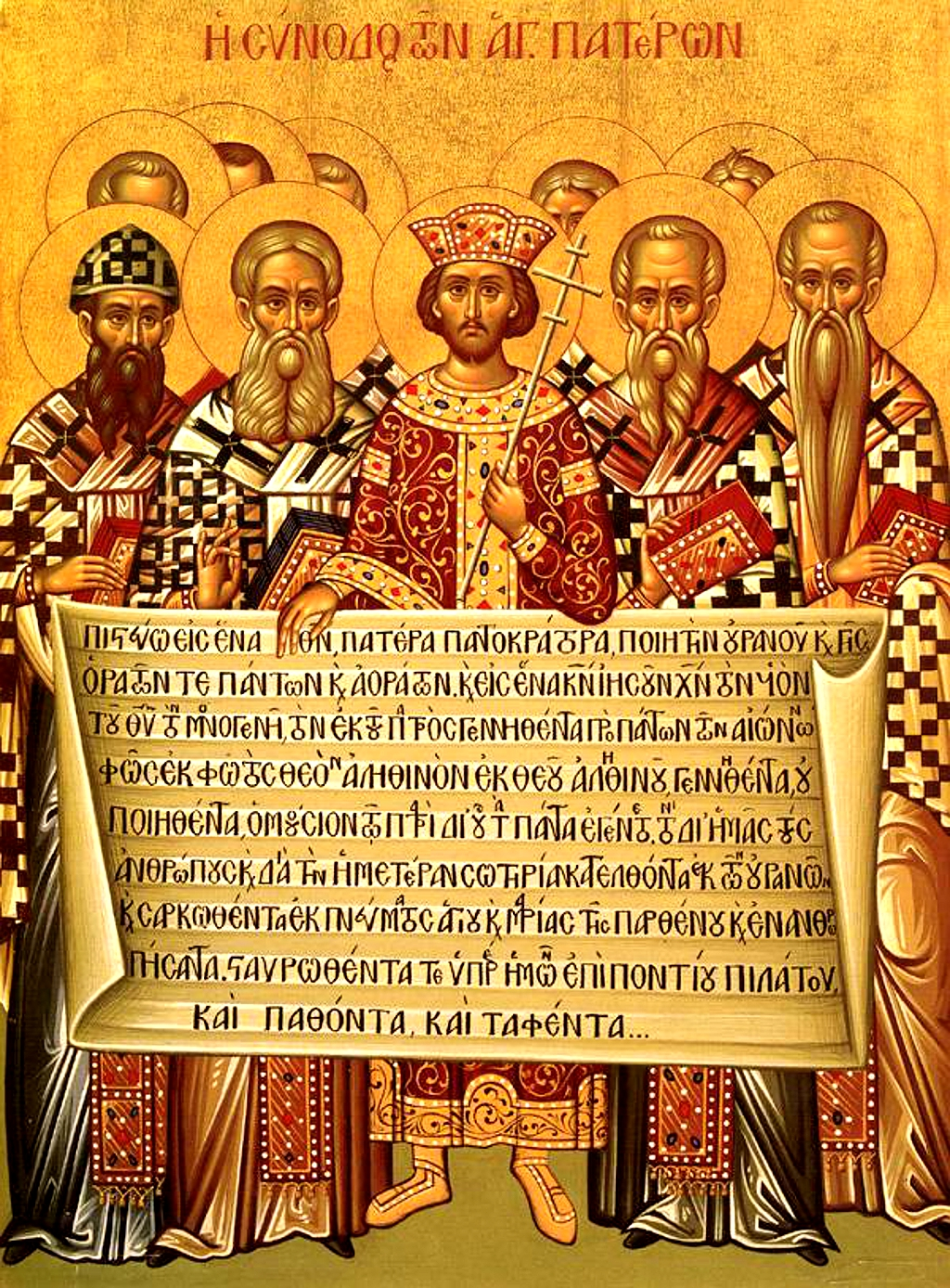
Concile de Nicée (325) représenté sur une icône. Le texte montré est celui du « symbole de Nicée-Constantinople » dans sa forme liturgique grecque, basée sur le texte adopté au premier concile de Constantinople (381).

Les chrétiens d'Orient recouvre différentes acceptions ; au sens large, elle désigne tous les chrétiens non latins, c'est-à-dire les chrétiens orthodoxes et ceux du Proche et Moyen-Orient. On y inclut aussi les minorités plus ou moins importantes d'Iran, de Turquie, d'Inde, du Pakistan, d'Indonésie et d'Éthiopie.

### Judaïsme
Le terme judaïsme désigne la tradition, la culture religieuse et le mode de vie des Juifs, peuple constitué des descendants des Israélites provenant de l'antique terre d'Israël et des quelques minorités les ayant rejoints par la conversion et s'étant mélangées à eux au fil de leur diaspora de deux millénaires. Le judaïsme comporte des éléments religieux mais ne s'y limite pas puisqu'il contient, outre son code de conduite, une législation, des rites, et des coutumes non spécifiquement religieuses. 
Selon ses textes fondateurs, en particulier le Tanakh, la foi des anciens Israélites et de leurs descendants, les Juifs, serait basée sur une alliance contractée entre Dieu et Abraham.

#### Judaïsme orthodoxe
Le terme judaïsme orthodoxe recouvre les croyances et pratiques des Juifs fidèles à la loi écrite et à la loi orale, transmises à Moïse au Mont Sinaï, avec les interprétations et nuances halachiques établies au cours des siècles. Ils considèrent leurs conceptions religieuses et leur mode de vie comme authentiques, et les autres courants comme éloignés du vrai judaïsme, voire hérétiques. Le qualificatif d'« orthodoxe », qui leur a été donné au XIXe siècle par des juifs réformés, est accepté, voire revendiqué, par une partie d'entre eux, alors que d'autres le rejettent totalement. Ceux-là préfèrent être nommés Haredi.
Les juifs orthodoxes considèrent comme centrale la fidélité à une chaîne de transmission de la halakha depuis l'époque de Moïse jusqu'à aujourd'hui en passant par les rédacteurs du Talmud et les commentateurs ultérieurs. 
Est juif orthodoxe celui qui reconnaît devoir se conduire selon la Halakha (corpus de règles établies par la tradition orale, depuis le Talmud jusqu'à aujourd'hui).
Au fur et à mesure du temps, la Halakha a été codifiée dans des codes de lois faisant autorité pour les générations futures. 
Exemple : le Rambam (Maïmonide) écrivit un code de Lois appelé Michné Torah, qui fut, avec les œuvres du Roch (Rabbénou Acher) et du Rif (Rabbi Itzhak Elfassi), un des piliers du Choulkhan Aroukh. 

#### Karaïsme
Le karaïsme (קראות qaraout ; peut aussi s'écrire caraïsme, qaraïsme ou charaïsme) est un courant du judaïsme scripturaliste, car fondé sur la seule Miqra, c'est-à-dire la Bible hébraïque et le refus de la Loi orale. Il est donc en opposition au judaïsme pharisien, plus exactement au judaïsme rabbinique. Ses adhérents sont appelés les karaïtes ou les karaïmes (קראים qaraïm), et parfois surnommés bnei ou ba'alei haMiqra (« fils » ou « maîtres de la Miqra »).
À l'origine, les mots « karaïte » et « karaïme » (les deux versions les plus souvent rencontrées en français pour désigner les adeptes) sont interchangeables. À compter du XIXe siècle, cependant, les karaïtes résidant dans l'Empire russe (et uniquement eux) se redéfinirent majoritairement comme un peuple distinct du peuple juif, d'ethnie turque tatare, pratiquant une religion spécifique issue du mosaïsme et possédant sa langue propre. L'habitude s'est alors assez largement répandue de désigner les tenants de cette nouvelle approche par le terme « Karaïme » ou « Qaraylar ». Le mot « karaïte » s'utilise dorénavant plutôt pour désigner les karaïtes extra-européens (qui continuent tous à se définir comme Juifs), mais aussi comme terme générique pour désigner l'ensemble des groupes. Cependant, ces utilisations ne sont pas pleinement normalisées, et des utilisations inverses peuvent encore être trouvées. 

#### Hassidisme
Le judaïsme hassidique ou hassidisme (hébreu : 'Hassidout חסידות, « piété » ou « intégrité », de la racine חסד signifiant « générosité », yiddish : 'Hassidiche חסידיש) est un mouvement de renouveau religieux, fondé au XVIIIe siècle en Europe de l'Est. Ses origines idéologiques et historiques sont généralement associées à Isra'el ben Eli'ezer, connu sous le nom de Ba'al Shem Tov (« Maître du Bon Nom » ; acronyme « Besht »), et à ses enseignements.  L'émergence et l'expansion rapide du hassidisme, ainsi que le sentiment d'identification qu'il suscite, l'ont aidé à résister à une hostilité persistante. Cette opposition, active principalement en Lituanie et à Vilna en particulier, se nomme le  mitnagdisme. Elle s'est fortement atténuée avec le temps, mais ne s'est pas totalement éteinte. Le hassidisme est devenu un phénomène central de l'histoire juive moderne, et l'une des caractéristiques  religieuses et sociales des Juifs d'Europe orientale.
Par rapport aux autres haredim, les hassidim insistent particulièrement sur la communion joyeuse avec Dieu, en particulier par le chant et la danse. Autre spécificité, le rebbe dirigeant une communauté hassidique accède à son poste par voie héréditaire, et porte fréquemment le titre d'Admor (acronyme de adoneinou, moreinou verabbeinou : « notre seigneur, maître et rabbin »). 

### Gnosticisme
Le gnosticisme est un mouvement religieux regroupant des doctrines variées du bassin méditerranéen et du Moyen-Orient qui se caractérisent généralement par la croyance que les hommes sont des âmes divines emprisonnées dans un monde matériel créé par un dieu mauvais ou imparfait appelé le démiurge. Le mouvement connut son apogée au cours du IIe siècle.
Le démiurge peut être considéré comme une incarnation du mal, ou comme un dieu bon mais imparfait. Il existe aux côtés d'un autre être suprême plus éloigné et dont la connaissance est difficile, qui incarne le bien. Afin de se libérer du monde matériel inférieur, l'homme a besoin de la gnose, soit la connaissance spirituelle ésotérique disponible à travers l'expérience directe ou la connaissance (gnose) de l'être suprême. Jésus de Nazareth est identifié par certains cultes gnostiques comme une incarnation de l'être suprême qui s'incarne pour apporter la gnose aux hommes.

### Islam

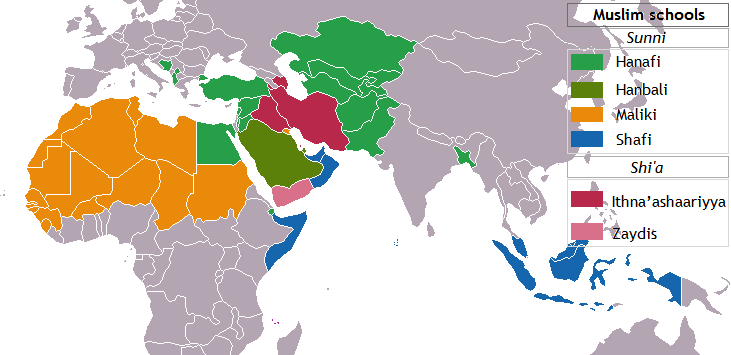
Les différentes écoles de l'Islam

L'islam (arabe : الإسلام) est une religion abrahamique articulée autour du Coran, que le dogme islamique considère comme le recueil de la parole de Dieu (arabe : الله, Allah) révélée à Mahomet, considéré par les adhérents de l'islam comme le dernier prophète de Dieu, au VIIe siècle en Arabie. Un adepte de l'islam est appelé un musulman. L'islam a pour fondement et enseignement principal le tawhid (monothéisme, unicité), c'est-à-dire qu'elle revendique le monothéisme le plus épuré où le culte est voué exclusivement à Dieu. 
La religion musulmane se veut une révélation en langue arabe de la religion originelle d'Adam, de Noé, et de tous les prophètes parmi lesquels elle place aussi Jésus. Ainsi, elle se présente comme un retour à la religion d'Abraham (appelé, en arabe, Ibrahim par les musulmans) du point de vue de la croyance, le Coran le définissant comme étant la voie d'Ibrahim (millata Ibrahim.

#### Chiisme
Le chiisme (ou chî`isme), constitue l'une des trois principales branches de l’islam avec le sunnisme et le kharidjisme ; il regroupe environ 10 à 15 % des musulmans, dont 90 % d'Iraniens. Les chiites sont souvent appelés péjorativement râfidhites dans les textes du Moyen Âge.
Les figures importantes du chiisme imamite (majoritaire) sont les différents auteurs de référence tels que Al-Kouleini, Al-Majlissi, et plus récemment, Al-Khu'i, Ali al-Sistani, Khomeini, etc. Le chiisme en terme arabe shi'a désigne à l’origine un groupe de partisans. Dans le Coran, ce terme est utilisé plusieurs fois dans ce sens. Par exemple, dans le verset 28 : 15 où les partisans de Moïse sont décrits par chiites. Ailleurs, Abraham est introduit comme un chiite de Noé (verset 37 : 83). Au commencement de l’histoire islamique, le terme « shî`ite » fut utilisé dans son sens originel ou littéral pour désigner des partisans de différentes personnes par exemple les chiites d'Ali ibn Abî Tâlib et ceux de Muawiya Ier.

#### Kharidjisme
Le kharidjisme ou kharijisme (arabe : ḫawarij, خوارج, « dissidents ») est avec le sunnisme et le chiisme l'une des trois principales branches de l'islam. Les Kharidjites furent ainsi nommés par Ali pour désigner tout mouvement musulman contestataire, qu'importe leurs revendications et leurs méthodes, pourtant radicalement opposées.
Les ibadites, pacifistes, firent sécession durant son règne en lui reprochant son comportement belliqueux, refusèrent de partir en guerre et restèrent à Bassora. Ils ne cautionnèrent donc pas l'escalade de violence faisant suite à leur départ.
La branche kharidjite prit de l'ampleur du fait du refus de l'arbitrage entre Ali et Mu`âwîya à l'issue de la bataille de Siffin qui les avait opposé en 657. Cette bataille entre musulmans avait été meurtrière et Ali accepta l'idée d'un arbitrage pour arrêter le bain de sang. En principe partisans d'Ali, les kharidjites se sont retirés et ont condamné les deux camps. Ils ont reproché à Ali de s'être soumis à un arbitrage car « L'arbitrage n'appartient qu'à Dieu ». Cette formule vaut un autre nom au kharidjisme celui de la muhakkima (arabe : muḥakkima, محكّمة) ce qui désigne la communauté de ceux qui prononcent la formule « L'arbitrage n'appartient qu'à Dieu ». Selon eux, une fois accepté par Dieu, le calife n'avait pas le droit de se laisser remettre en question par des humains. Ils se fondent sur ce verset du Coran :

#### Sunnisme
Le sunnisme (arabe : سني sunnīy) est le courant religieux majoritaire de l'islam. Les sunnites s'accordent sur quatre sources de références principales : le Coran, livre révélé au prophète de l'islam Mahomet. Puis, pour les cas non directement évoqués dans le Coran, les sunnites utilisent en priorité ses actes, puis le consensus des jurisconsultes musulmans, puis finalement la déduction juridique (Qiyas) du jurisconsulte à condition qu'elle ne contredise pas les trois références précédentes.  Il existe d'autres sources de références selon les écoles sunnites. 
Le mot sunnite dérive de sunna qui représente la ligne de conduite de Mahomet. Ses actes ont donc valeur de loi. 
Le sunnisme se subdivise ensuite en écoles de droit ou madhhab, ayant toutes les mêmes croyances. Les quatre principales écoles étant le malékisme, le hanafisme, le chaféisme et le hanbalisme, dont une manifestation récente est le wahabisme et le salafisme.

#### Ismaélisme
L'ismaélisme, ou ismâ`îlisme est un courant minoritaire de l'islam chiite. Ses membres sont appelés ismaéliens, ismâ`îliens (arabe اسماعيلي ismā`īlī). L’ismaélisme n'est pas spécifiquement persan, ni arabe, ni indien, ses origines remontent à la mort du sixième imam chiite Ja`far as-Sâdiq en 765, successeur d'Ali ibn Abi Talib.
Les mu`tazilites ont fondé la première école de théologie rationaliste en Islam et très vite elle devient la principale école de pensée chez l’élite intellectuelle du deuxième siècle de l’Hégire. De nombreux chiites sont attirés par la théologie rationaliste des mu`tazilites. Le deuxième siècle de l’Hégire ne fera qu’accélérer et approfondir ce foisonnement intellectuel et politique. L’effort colossal entrepris par la dynastie abbasside dans la traduction de la philosophie et des sciences grecques, la littérature et la sagesse persane ne faisait que densifier et complexifier la connaissance intellectuelle.

### Mandéisme
Le mandéisme est une religion présentant des similitudes avec le gnosticisme, qui renie Abraham, Moïse et Jésus et considère Jean le Baptiste comme son prophète principal. Avant 2003 et le déclenchement de la Guerre d'Irak, l’immense majorité des Mandéens vivait en Irak, particulièrement le long des cours inférieurs du Tigre et de l’Euphrate et près du Chatt-el-Arab, avec une minorité notable en Iran dans le Khuzestan. La plupart se sont depuis dispersés, en particulier en direction de l’Iran, mais aussi de la Syrie, de la Jordanie et de pays occidentaux. 
Le terme mandéen a un rapport avec la gnose (manda, en araméen). Les Mandéens sont nommés Mandaiuta en mandéen, et en arabe Mandā'iyya مندائية ou parfois Sabiens صابئة.

### Yârsânisme
Le yârsânisme ou yaresanisme (kurde : yâresân) ou Ahl-e Haqq  (Persan:اهل حق, Ahl-e Haqq, dérivé de l'arabe et qui peut se comprendre comme Peuple de la vérité aussi bien que Homme de Dieu) est une religion, fondée par Sultan Sahâk à la fin du XIVe siècle en Iran occidental (Kurdistan iranien). 
Les origines du yarsanisme sont difficiles à cerner car on y trouve des emprunts à de nombreuses croyances.

### Yézidisme
Le Yézidisme est une religion monothéiste qui plonge ses racines dans l'Iran ancien. Les Yezidis appelés également yazidi (Êzidîtî ou Êzidî en kurde, يزيدي ou ايزيدي en arabe)  , qui sont les adeptes de cette religion peuvent ainsi faire remonter leur calendrier religieux à 6761 années (en 2011). Par rapport à d'autres religions majeures, le calendrier yezidi a 4 750 années de plus que le calendrier chrétien, 990 années de plus que le calendrier juif et a 5329 années de plus que la calendrier musulman. Cependant le Yézidisme ancien a évolué au XIIe siècle lors de la reforme de Sheikh Adi, qui y a introduit des éléments exogènes.

### Zoroastrisme

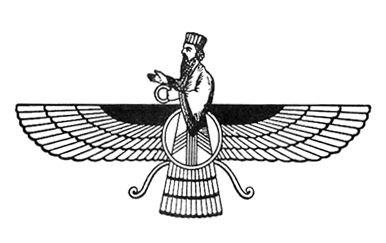
Oiseau Vareghna représentant la Xvarnah, la gloire royale, le culte d'Ahura Mazdā est aniconique.

Le zoroastrisme est une religion monothéiste dont Ahura Mazdâ (pehlevi : Ohrmazd) est le dieu, seul responsable de la mise en ordre du chaos initial, le créateur du ciel et de la Terre. Le zoroastrisme est une réforme du mazdéisme, réforme prophétisée par Zarathoustra, dont le nom a été transcrit Zoroastre par les Grecs (Ζωροάστρης, Zōroastrēs). Cette réforme, fondée au cours du Ier millénaire av. J.-C. dans l'actuel Kurdistan iranien (Iran occidental), est devenue la religion officielle des Iraniens sous la dynastie des Sassanides (224-651), jusqu'à ce que l'islam arrive, même si cette religion a réussi à se fondre dans le patrimoine culturel iranien. En effet, les Iraniens indépendamment de leur religion, accordent beaucoup d'importance aux fêtes zoroastriennes.

## Religions et société

### Arts

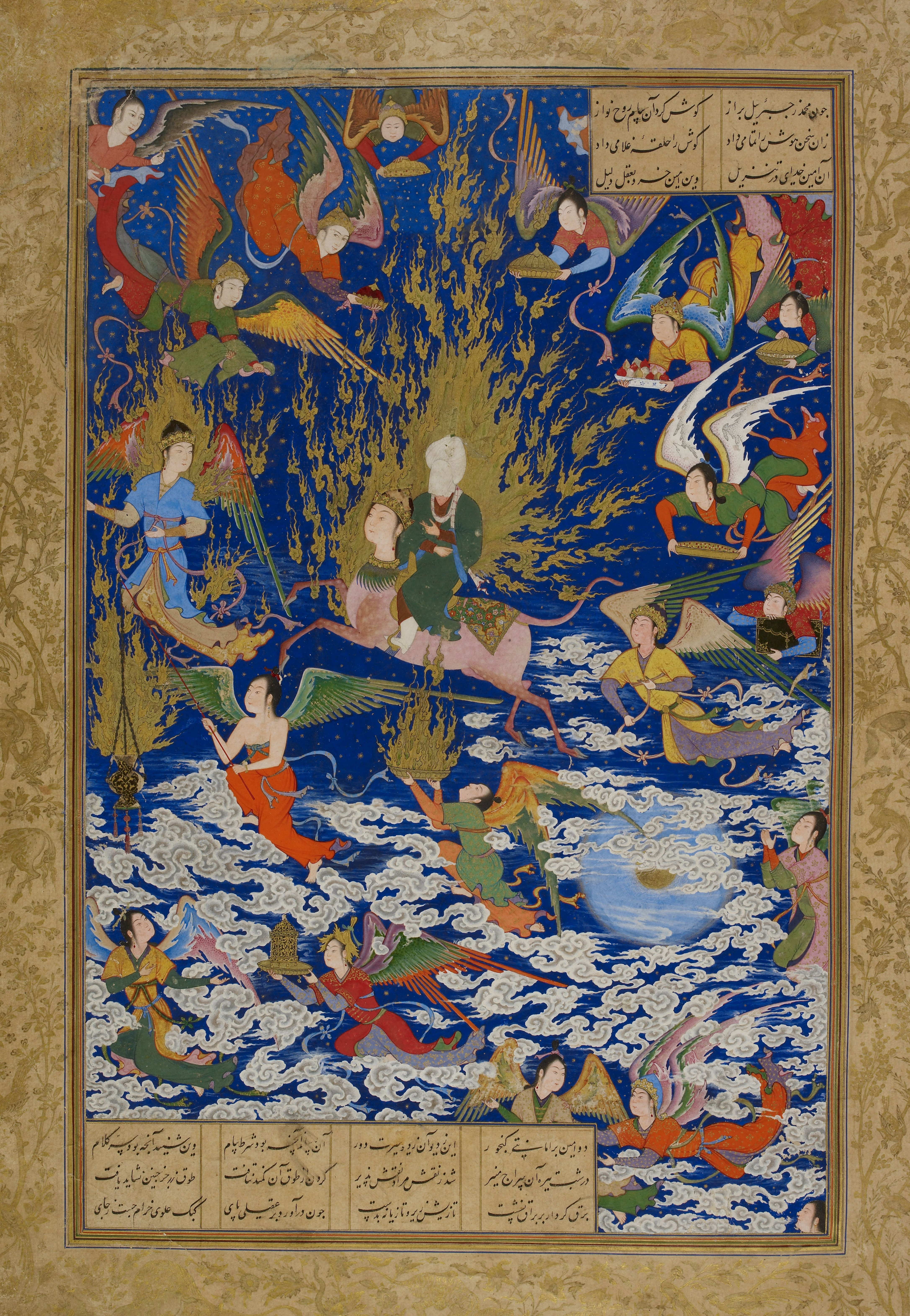
Miraj, Iran, par le peintre Sultan Muhammad

Les religions jouent un rôle important dans le développement des arts de l'Islam, les productions ayant souvent des fins sacrées. On pense bien sûr à la religion musulmane ; cependant le monde islamique n'est devenu à majorité musulmane que dans le courant du XIIIe siècle et d'autres croyances ont également joué un rôle non négligeable : le christianisme notamment dans une zone courant de l'Égypte jusqu'à la Turquie actuelle. De même, il existe de nombreuses œuvres à iconographie chrétienne, venant principalement d'Égypte et de Syrie. La religion musulmane se voulant dans la continuité des autres monothéismes (judaïsme et christianisme), de nombreuses scènes de l'ancien et du nouveau testament sont fréquemment mises en images, même dans un contexte musulman. Elles reprennent souvent les images traditionnelles mises en place dans le monde chrétien, byzantin et occidental, comme les scènes de la vie du Christ. La crucifixion par contre, n'est jamais représentée hors des œuvres spécifiquement chrétiennes, les musulmans ne la reconnaissant pas.
L'islam fait naître de nouveaux bâtiments religieux, adaptés à son culte. Ainsi, le plan des mosquées (de type arabe principalement), est adapté à l'idée de prière en ligne. On a dit aussi que le plan à 4 iwans utilisé dans nombre de madrasas permettait l'enseignement des quatre sectes de droit islamique, mais cette idée est contestée.
Il n'existe quasiment pas d'image dans l'espace religieux islamique. Cependant, on retrouve des figurations de personnages saints dans des ouvrages profanes, comme des textes poétiques ou historiques. Par exemple, le Khamsa de Nizami parle de religion et donne lieu à des représentations de Mahomet ou d'autres personnages. Il en est de même pour les livres des Prophètes, qui décrivent les exploits de ceux-ci et donnent lieu à d'abondantes représentations. Il existe encore des livres concernant la vie de Mahomet, notamment des Miraj Nama, et la plupart des textes historiques, comme le Jami al-Tawarikh de Rashid al-Din parlent du Prophète et des saints ayant vécu avant ou après lui.
Ces représentations religieuses apparaissent tout d'abord dans la peinture persane des XIIIe-XIVe siècles, c’est-à-dire sous la domination des mongols Il-khanides. Les premiers manuscrits persans illustrés connus datent d'ailleurs de cette période. Certaines des illustrations d'un Jami al-tawarikh du début du XIVe siècle figurent ainsi des thèmes musulmans comme la naissance de Mahomet ou Mahomet à la kaaba, ou encore des thèmes empruntés à la Bible. On note parfois l'utilisation de sources byzantines et chrétiennes syriaques en ce qui concerne les scènes liées à la Bible.
Dans les arts timourides comme chez les Safavides et les Qajars, les représentations de Mahomet et des autres saints se multiplient. Elles apparaissent aussi en Turquie ottomane à partir du XVe siècle.
Au XIXe siècle apparaissent de nombreuses images liées au mysticisme chiite, qui représentent les souffrances de la famille de 'Alî, notamment la bataille de Kerbala. Liées à la pratique du théâtre religieux, qui se développe en Iran à la même époque, ces images prennent place sur des supports variés : grandes toiles présentées dans des cafés ou simples icônes pieuses.
Plusieurs éléments sont fréquemment employés pour représenter les personnages saints. Ils sont tout d'abord auréolés de flammes (sauf dans de rares exceptions). Au contraire, le nimbe, très fréquent dans les manuscrits, ne représente pas la sainteté, à l'inverse de ce que l'on observe dans le monde chrétien. Dans la première moitié du XVIe siècle apparaît l'utilisation d'un voile pour masquer le visage de ces représentations, qui se généralise au XVIIe siècle, puis au XIXe, les visages ne sont tout simplement plus peints.
En ce qui concerne Mahomet, la scène la plus fréquemment représentée à partir du XVe siècle est celle du miraj, c'est-à-dire l'ascension de celui-ci à travers le ciel. Suivant la coutume élaborée dans les hadiths, il est juché sur une jument à tête de femme Bouraq.

### Droit religieux
La loi religieuse islamique ou charia (arabe : الـشَّـرِيعَـة), qui représente diverses normes doctrinales, sociales, culturelles ainsi que le droit musulman sont juridiquement appliqués dans une grande partie des pays de la péninsule arabique : en Arabie saoudite, Koweït, Bahreïn, Émirats arabes unis, Qatar, Oman, Yémen ainsi qu'en Iran et en Israël, où les musulmans sont soumis au Droit musulman en ce qui concerne le statut personnel lors du mariage civil.
La loi islamique est structurée en deux parties :
- Al Mu'amalat qui concerne la morale, le droit civil, le droit pénal,
- Al 'Ibadat qui concerne la liturgie, la prière, l'adoration

Bien que surtout connu pour son statut personnel et son aspect pénal, ce droit englobe l'ensemble des activités humaines, incluant aussi des règles de commerce et de gouvernement. Selon les écoles juridiques (madhhab), différentes règles de droit ont été produites. 
La loi juive appelée Halakha établit une réglementation dans de très nombreux domaines, toutes les lois sont basées sur les versets de la Torah.
Elles sont regroupées dans la Mishna, puis expliquées dans le Talmud et de nombreux livres de commentateurs. Elle n'est cependant appliquée qu'au sein des communautés religieuses et n'a pas de valeur légale.

### Lieux saints
Pour de nombreuses religions, certains lieux, villes ou régions revêtent un caractère spirituel qui fait que l'on parle communément de « lieu saint ». 
Pour les juifs les chrétiens et les musulmans, Jérusalem est la ville « trois fois sainte » ; elle abrite 
- le Kotel (כותל), Mur occidental (pour les juifs), ou Mur des Lamentations (pour les chrétiens), vestige du Temple
- l'église du Saint-Sépulcre et celle de l'Ascension pour les chrétiens
- le Dôme du Rocher et la mosquée Al-Aqsa pour les musulmans
- le Sépulcre de Marie, traditionnellement considéré par les orthodoxes comme le lieu de repos de la Vierge Marie

Elle a été l'objet d'une lutte acharnée pendant plus de 300 ans entre chrétiens et musulmans mais elle fut auparavant la capitale du roi David et plus tard du royaume juif hasmonéen et d’Israël de David. Pour les chrétiens depuis le Ier siècle, elle est un lieu essentiel de la vie de Jésus de Nazareth telle que décrite dans les Évangiles, depuis sa montée au Temple de Jérusalem jusqu'à sa crucifixion et sa résurrection. Enfin, pour les musulmans et depuis le VIIe siècle, la ville serait le lieu d'où le prophète de l'islam Mahomet aurait effectué son voyage nocturne accompagné par l'ange Gabriel. L'islam a déclaré Jérusalem comme sa troisième ville sainte pour des raisons religieuses et politiques : c'est là que les musulmans se réuniront le jour du Jugement Dernier. Ce fut un lieu de pèlerinage, notamment lorsque de grands projets architecturaux furent réalisés par les Omeyyades et plus tard par les Mamelouks. La mosquée de Jérusalem s'appelle Al-Aqsa, ce qui veut dire « le plus éloigné ». De 638 à 1917, Jérusalem fut plusieurs fois dominée par des dynasties islamiques sans qu'aucune ne la prenne pour capitale.

Vue de Jérusalem du mont des Oliviers

La Mecque et Médine constituent les deux autres lieux les plus sacrés de la culture et de la religion musulmane ; la Masjid al-Haram, « la Mosquée sacrée » se trouve à La Mecque en Arabie saoudite, c'est la plus grande du monde et le premier lieu saint de l'Islam. On trouve en son centre la Kaaba, dans laquelle est incrustée une pierre noire que les musulmans tentent de toucher au cours des tawaf (circumambulations) durant leur pèlerinage (hajj).
La Masjid al-Nabawi (« mosquée du Prophète » à Médine, est la deuxième mosquée la plus sainte de l'islam ; la mosquée originale a été construite par Mahomet. Les califes suivants ont augmenté la taille et amélioré la décoration de la mosquée. Avec une superficie de plus de 160 000 m2, la mosquée du Prophète peut accueillir 250 000 fidèles.

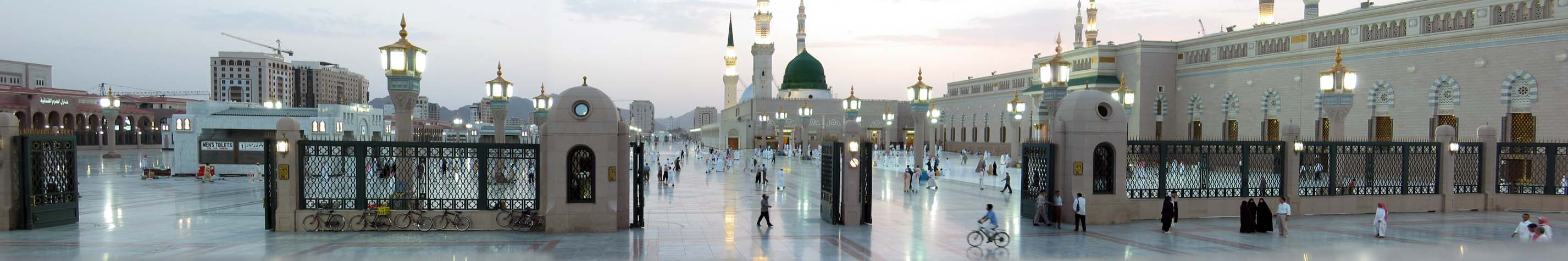
Masjid al-Nabawi à Médine

Dans la Genèse, Bethléem est le lieu où meurt Rachel et où naît Benjamin ; dans le Nouveau Testament, selon Matthieu et Luc, Bethléem en Judée est le lieu de naissance de Jésus, ses parents s'y rendent pour s'y faire recenser, Joseph, descendant de David, en étant originaire de même que ce dernier. La ville est un lieu de pèlerinage pour les chrétiens et les juifs.
Il convient d'ajouter les villes de Najaf, Kerbala, Damas et Mashhad qui sont également villes saintes pour les chiites ; Hébron, le second lieu le plus saint pour les juifs, abritant le tombeau des Patriarches et Matriarches, où sont enterrés selon la tradition les grands patriarches (Abraham, Isaac, et Jacob) et leurs épouses (Sarah, Rebecca, et Léa) ainsi qu'Adam et Ève ; Bagdad qui abrite la Maison de Bahá'u'lláh, dans laquelle il vécut de 1853 à 1863 et Nazareth, ville où grandit Jésus et où il effectua un grand nombre d'actes et de miracles remarquables.